# Élection gouvernorale de 2006 en Illinois
L'élection du gouverneur et de son adjoint a eu lieu le 7 novembre 2006 en Illinois. L’élection opposa le gouverneur démocrate Rod Blagojevich à la trésorière républicaine Judy Baar Topinka et au candidat vert Rich Whitney. Le démocrate Blagojevich fut réélu sans toutefois obtenir la majorité absolue des suffrages.

## Primaires
| Résultats ,             | Résultats ,          | Résultats ,                      | Résultats ,          | Résultats ,          | Résultats ,                              | Résultats ,          | Résultats ,          | Résultats ,          | Résultats ,          | Résultats , |
| Partis                  | Partis               | Candidats au poste de gouverneur | Voix                 | %                    | Candidats au poste de gouverneur adjoint | Voix                 | %                    |                      |                      |             |
| Primaires démocrates    | Primaires démocrates | Primaires démocrates             | Primaires démocrates | Primaires démocrates | Primaires démocrates                     | Primaires démocrates | Primaires démocrates | Primaires démocrates | Primaires démocrates |             |
| ----------------------- | -------------------- | -------------------------------- | -------------------- | -------------------- | ---------------------------------------- | -------------------- | -------------------- | -------------------- | -------------------- | ----------- |
|                         | Démocrate            | Rod Blagojevich                  | 669,006              | 70.84                | Pat Quinn                                | 819,005              | 100.00               |                      |                      |             |
|                         | Démocrate            | Edwin Eisendrath                 | 275,375              | 29.16                |                                          |                      |                      |                      |                      |             |
| Primaires républicaines |                      |                                  |                      |                      |                                          |                      |                      |                      |                      |             |
|                         | Républicain          | Judy Baar Topinka                | 280,701              | 38.15                | Joe Birkett                              | 342,950              | 50.63                |                      |                      |             |
|                         | Républicain          | Jim Oberweis                     | 233,576              | 31.74                | Steven Rauschenberger                    | 202,905              | 29.95                |                      |                      |             |
|                         | Républicain          | Bill Brady                       | 135,370              | 18.40                | Sandy Wegman                             | 90,255               | 13.32                |                      |                      |             |
|                         | Républicain          | Ronald Gidwitz                   | 80,068               | 10.88                | Lawrence Bruckner                        | 41,307               | 6.10                 |                      |                      |             |
|                         | Républicain          | Andy Martin                      | 6,095                | 0.83                 |                                          |                      |                      |                      |                      |             |

## Sondages
| Source du sondage | Date de réalisation | Blagojevich (D) | Topinka (R) | Whitney (G) | Indécis/Autres |
| ----------------- | ------------------- | --------------- | ----------- | ----------- | -------------- |
| Survey USA        | 2 novembre 2006     | 45 %            | 37 %        | 14 %        | 4 %            |
| Survey USA        | 23 octobre 2006     | 44 %            | 34 %        | 14 %        | 8 %            |
| Rasmussen         | 19 octobre 2006     | 44 %            | 36 %        | 9 %         | 11 %           |
| Zogby/WSJ         | 16 octobre 2006     | 47,1 %          | 33,2 %      | 11,3 %      | 8,4 %          |
| Glengariff Group  | 15 octobre 2006     | 39 %            | 30 %        | 9 %         | 22 %           |
| Tribune/WGN-TV    | 11 octobre 2006     | 43 %            | 29 %        | 9 %         | 19 %           |
| Survey USA        | 20 septembre 2006   | 45 %            | 39 %        | 7 %         | 9 %            |
| Rasmussen         | 13 septembre 2006   | 48 %            | 36 %        | —           | 16 %           |
| Sun-Times/NBC5    | 12 septembre 2006   | 56 %            | 26 %        | 3 %         | 15 %           |
| Tribune/WGN-TV    | 11 septembre 2006   | 45 %            | 33 %        | 6 %         | 16 %           |
| Zogby/WSJ         | 11 septembre 2006   | 46,5 %          | 33,6 %      | —           | 19,9 %         |
| Research 2000     | 31 août 2006        | 47 %            | 39 %        | 2 %         | 12 %           |
| Zogby/WSJ         | 28 août 2006        | 44,8 %          | 37,6 %      | —           | 17,6 %         |
| Rasmussen         | 10 août 2006        | 45 %            | 37 %        | —           | 18 %           |
| Survey USA        | 25 juillet 2006     | 45 %            | 34 %        | —           | 21 %           |
| Zogby/WSJ         | 24 juillet 2006     | 44,4 %          | 36,4 %      | —           | 19,2 %         |
| Rasmussen         | 13 juillet 2006     | 45 %            | 34 %        | —           | 21 %           |
| Zogby/WSJ         | 21 juin 2006        | 41,1 %          | 37,5 %      | —           | 21,4 %         |
| Glengariff Group  | 1er au 3 juin 2006  | 41 %            | 34 %        | —           | 25 %           |
| Survey USA        | 23 mai 2006         | 43 %            | 37 %        | —           | 20 %           |
| Rasmussen         | 24 avril 2006       | 38 %            | 44 %        | —           | 18 %           |
| Rasmussen         | 31 mars 2006        | 41 %            | 43 %        | —           | 16 %           |
| Rasmussen         | 25 février 2006     | 42 %            | 36 %        | —           | 22 %           |
| Rasmussen         | 7 février 2006      | 37 %            | 48 %        | —           | 15 %           |
| Research 2000     | 22 janvier 2006     | 45 %            | 37 %        | —           | 18 %           |

## Résultats
| Résultats | Résultats                   | Résultats         | Résultats        | Résultats | Résultats | Résultats |
| Partis    | Partis                      | Candidats         | Collistiers      | Voix      | %         |           |
| --------- | --------------------------- | ----------------- | ---------------- | --------- | --------- | --------- |
|           | Démocrate                   | Rod Blagojevich   | Pat Quinn        | 1 736 219 | 49.80     |           |
|           | Républicain                 | Judy Baar Topinka | Joe Birkett      | 1 368 682 | 39.26     |           |
|           | Vert                        | Rich Whitney      | Julie Samuels    | 361 163   | 10.36     |           |
|           | Tiers partis & Indépendants | Autres candidats  | Autres candidats | 19 900    | 0.57      |           |